# Székelyhidasi fatemplom
A székelyhidasi fatemplom műemlékké nyilvánított épület Romániában, Kolozs megyében. A romániai műemlékek jegyzékében a CJ-II-m-B-07737 sorszámon szerepel.